# Dialeurodes dissimilis
Dialeurodes dissimilis là một loài côn trùng cánh nửa trong họ Aleyrodidae, phân họ Aleyrodinae.
Dialeurodes dissimilis được Quaintance & Baker miêu tả khoa học đầu tiên năm 1917.